# Орден Золота Корона (Таджикистан)
Орден Золота Корона або Орден Заррінточ (тадж. Зарринтоҷ — «Золота корона») — державний орден Республіки Таджикистан, яким нагороджуються державні службовці та інші громадяни за великі заслуги перед державою, ефективну громадсько-політичну діяльність, за вагомий внесок у здійснення демократичних і економічних реформ, розвиток науки та культури, за особливі заслуги у захисті Батьківщини, за самовідданість і громадянську мужність у встановленні миру, стабільності та зміцненні державності таджиків. Орденом також можуть бути нагороджені політичні та громадські діячі, голови іноземних держав.

## Опис
Орден Золота Корона має:
- Орден Золота Корона I ступеня;
- Орден Золота Корона II ступеня;
- Орден Золота Корона III ступеня.

Орден 1-го ступеня має відзнаку і зірку, причому відзнаку носять на лямці через праве плече, а зірку носять на лівій стороні грудей.
Орденом І ступеня нагороджуються:
- голови держав, урядів і парламентів іноземних держав;
- керівники міністерств і відомств іноземних держав;
- керівники представництв регіональних організацій та інших міжнародних організацій;
- керівники органів законодавчої, виконавчої та судової влади Республіки Таджикистан;
- особи, які займають державну посаду в Республіці Таджикистан і мають правовий статус, що визначається Конституцією Республіки Таджикистан і законодавчими актами Республіки Таджикистан;
- особи, яка займають політичну посаду державної служби в Республіці Таджикистан і, як правило, нагороджена орденом Ісмоїлі Сомоні I ступеня або Орденом Зіркою Президента Таджикистану II ступеня або орденом Золота Корона ІІ ступеня;
- інші громадяни Республіки Таджикистан за нові заслуги, які раніше були нагороджені орденом Ісмоїлі Сомоні 1-го ступеня або Зіркою Президента Таджикистану 2-го ступеня або орденом Золота Корона 2-го ступеня.